# Ana Gros
Ana Gros (* 21. Januar 1991 in Slovenj Gradec) ist eine slowenische Handballspielerin.

## Karriere
Gros erste Profistation war RK Olimpija aus Ljubljana, mit dem sie in der Saison 2008/09 am EHF Challenge Cup teilnahm. In der darauffolgenden Saison spielte die Rückraumspielerin beim slowenischen Spitzenverein RK Krim Ljubljana, mit dem sie die Meisterschaft und den slowenischen Pokal gewann. 2010 schloss sich Gros dem ungarischen Verein Győri ETO KC an, mit dem sie 2011 und 2012 die Meisterschaft sowie den ungarischen Pokal gewann. Weiterhin stand die Linkshänderin 2012 mit Győri ETO KC im Finale der EHF Champions League. 2012 unterschrieb sie einen Vertrag beim deutschen Bundesligisten Thüringer HC. Mit dem THC feierte sie 2013 den Gewinn der Meisterschaft und des DHB-Pokals. Im Januar 2014 wechselte Gros zum französischen Erstligisten Metz Handball. Mit Metz gewann sie 2014, 2016, 2017 und 2018 die französische Meisterschaft. Ab der Saison 2018/19 lief sie für Brest Bretagne Handball auf. Mit Brest gewann sie 2021 das nationale Double. Weiterhin stand sie in der Saison 2020/21 im Finale der EHF Champions League, das gegen die Vipers Kristiansand verloren wurde. Mit insgesamt 135 wurde sie Torschützenkönigin des Wettbewerbs. Im Sommer 2021 schloss sie sich dem russischen Erstligisten PGK ZSKA Moskau an. Im März 2022 wurde der Vertrag im beiderseitigen Einvernehmen aufgelöst. Anschließend schloss sie sich erneut dem RK Krim an. Im Sommer 2022 kehrte sie zu Győri ETO KC zurück. Mit Győri ETO KC gewann sie 2023 die ungarische Meisterschaft sowie 2024 die EHF Champions League. In der Saison 2024/25 lief sie wieder für RK Krim auf. Anschließend kehrte sie zu Brest Bretagne Handball  zurück.
Ana Gros absolvierte 159 Länderspiele für Slowenien, in denen sie 767 Treffer erzielte. Nach den Olympischen Spielen 2024 in Paris beendete sie ihre Länderspielkarriere.
Gros trug gemeinsam mit dem Kanuten Benjamin Savšek die slowenische Fahne bei der Eröffnungsfeier der Olympischen Sommerspiele 2024.

### Erfolge
- Metz Handball
  - Französischer Meister 2014, 2016, 2017, 2018
  - Französischer Pokal 2015, 2017
  - LFH-Ligapokal 2014
- Brest Bretagne Handball
  - Französischer Meister 2021
  - Französischer Pokal 2021
- Thüringer HC
  - Deutscher Meister 2013
  - DHB-Pokal 2013
- Győri ETO KC
  - Ungarischer Meister 2011, 2012, 2023
  - Ungarischer Pokal 2011, 2012
- EHF Champions League 2024
- RK Krim Ljubljana
  - Slowenischer Meister 2010, 2022, 2025
  - Slowenischer Pokal 2010, 2022, 2025

## IHF-Athletenkommission
Im August 2024 wurde Ana Gros zum Mitglied der IHF-Athletenkommission gewählt.